# Феррер, Давид
Дави́д Ферре́р Эрн (исп. David Ferrer Ern; родился 2 апреля 1982 года в Хавеа, Испания) — испанский профессиональный теннисист; финалист одного турнира Большого шлема в одиночном разряде (Открытый чемпионат Франции-2013); финалист Итогового турнира ATP (2007) в одиночном разряде; трёхкратный обладатель Кубка Дэвиса (2008, 2009, 2011) в составе национальной сборной Испании; победитель 29 турниров ATP (из них 27 в одиночном разряде).

## Общая информация
Родился в Хавеа (небольшой курортный городок между Валенсией и Аликанте). В 13 лет переехал в соседний город Гандиа, а через два года в Барселону для тренировок в Каталонской Теннисной Федерации. Также он провел девять месяцев в Экьюлите, в академии Хуана Карлоса Ферреро, расположенной в Вилене перед тем как вернуться в Хавеа, где он тренировался в Дении.
Его старший брат Хави, сейчас тренер и спортивный функционер, будучи юниором подавал большие надежды: он был чемпионом Валенсии и Испании среди юниоров в возрасте до 13 лет и третьим в Европе, но вынужден был отказаться от профессиональной игры из-за проблем со здоровьем. Его отец работает бухгалтером, а мама учительницей начальных классов. Давид любит футбол и является болельщиком клуба «Валенсия».
Инвентарь
Одежда и обувь — Lotto. Ракетка — Babolat

## Спортивная карьера

### Начало карьеры
Феррер стал профессионалом в 2000 году, закончив сезон 419-й ракеткой мира и выиграв три турнира серии «фьючерс» в Польше и Испании в одиночном разряде и один в парном. В августе 2001 года он выиграл первый титул в серии «челленджер», одержав победу в Сопоте, а на следующей неделе после этого дошёл до полуфинала «челленджера» в Манербио. В том же сезоне он доходил до полуфиналов турниров «фьючерс» и выиграл один «сателлит» в Испании.
2002 год для Феррера стал сезоном, в котором он смог выйти на топ-уровень и впервые зарекомендовать себя на турнирах уровня АТП-тура. В апреле 2002 года он дебютировал в основных соревнованиях тура. Первым для него стал турнир в Эшториле, где в первом раунде он встретился с седьмой ракеткой мира на тот момент Маратом Сафиным и уступил ему со счётом 4-6, 6-2, 2-6. Также в апреле Давид выиграл «челленджер» в Наполи, в мае ещё один в Валенсии, а в июне в Сассуоло. В июле всего лишь на втором для себя турнире АТП в Умаге ему удается выйти в финал (выиграв в том числе у Налбандяна и Кории) В финале он проиграл известному соотечественнику Мойе — 2-6, 3-6. Это позволило 20-летнему испанцу впервые попасть в первую сотню мирового рейтинга. В августе он выиграл четвёртый в сезоне «челленджер» в Манербио. В сентябре он смог выиграть и первый турнир в АТП-туре. На грунте в Бухаресте Феррер победил в финале Хосе Акасусо — 6-3, 6-2. Феррер впечатляюще закончил сезон, имея положительный баланс встреч в матчах серии ATP (10-6) и «челленджеров» (35-13) и закончив его на 59-м месте рейтинга.
В начале сезона 2003 года Феррер вышел в 1/4 финала в Окленде. В том же году он дебютировал на всех четырёх турнирах серии Большого шлема и принял участие в шести турнирах серии Мастерс. В феврале в парном разряде впервые выходит в финал, в Акапулько (совместно с Фернандо Висенте). Главным достижением Феррера в 2003 году стала победа в мае над № 1 в мире на тот момент Андре Агасси (0-6, 7-6(3), 6-4) на Мастерсе в Риме. На Ролан Гаррос и Уимблдонском турнире испанец дошёл до второго раунда. В июле он вышел в четвертьфинал турнира в Умаге, а в начале августа в финал турнира в Сопоте, проиграв в решающем матче Гильермо Кории. В сентябре он вышел в четвертьфинал зального турнира в Меце. Имея баланс 13-16 на грунте, 6-10 на харде, 1-1 на траве, Феррер закончил год на 71-м месте в рейтинге АТП.

### 2004-06
В 2004 году Феррер дошёл до четвертьфиналов в Буэнос-Айресе, Валенсии и на турнире серии «Мастерс» в Гамбурге (обыграв в первом раунде шестую ракетку мира — Давида Налбандяна). В июле на турнире в Штутгарте он вышел в полуфинал, где проиграл Гастону Гаудио. Осенью были четвертьфинал в Бухаресте и полуфиналы в Палермо и Лионе (обыгран Хуан Карлос Ферреро, проиграл Ксавье Малиссу). Закончил Феррер год на 49-м месте в рейтинге одиночного разряда.
В феврале 2005 года Феррер вышел в полуфинал на турнире в Винья-дель-Мар. Там же он смог выиграть парный титул в партнёрстве с Сантьяго Вентурой. В том же месяце Вентура и Феррер взяли ещё один совместный парный титул, победив на турнире в Акапулько. В марте Феррер вышел в полуфинал Мастерса в Майами, обыграв в том числе Налбандяна, Ферреро и Хрбаты, проиграв только Рафаэлю Надалю. На домашнем турнире в Валенсии он вышел в финал, но уступил россиянину Игорю Андрееву в трех сетах 3-6, 7-5, 3-6. Феррер дошёл до четвертьфинала на Мастерсе в Монте-Карло и полуфинала Мастерса в Риме, войдя в топ-20 мирового рейтинга. В третьем для него Ролан Гаррос Феррер дошёл до четвертьфинала, в четвёртом раунде в пяти сетах обыграв действующего чемпиона Гастона Гаудио — 2-6, 6-4, 7-6(5), 5-7, 6-4, но затем уступил будущему победителю — Рафаэлю Надалю — 5-7, 2-6, 0-6.
В августе 2005 года на хардовом турнире в Нью-Хейвене Феррер дошёл до полуфинала. На Открытом чемпионате США он прошёл до третьего раунда, проиграв там Доминику Хрбаты. Осенью были четвертьфиналы Мастерсов в Мадриде и Париже. Из восьми турниров «Мастерс» лишь в одном Феррер не преодолел барьер первого раунда. В итоге на его счету 951 772 доллара призовых, год он закончил 14-й ракеткой мира.
2006 год Феррер начинает с четвертьфинала на харде в Окленде. Испанец впервые в карьере вошёл в десятку лучших теннисистов, дойдя на Открытом чемпионате Австралии до четвёртого раунда (выиграв у Марио Анчича, проиграв Санторо). Но в десятке сильнейших Феррер продержался только пять недель. Затем он впервые участвовал в играх на Кубок Дэвиса в составе сборной Испании в матче против сборной Белоруссии. В марте второй раз подряд Давид вышел в полуфинал в Майами, проиграв только Роджеру Федереру, а также добрался до четвертьфиналов в Монте-Карло, где вновь проиграл Федереру и в Гамбурге, где он уступил лишь будущему победителю — Томми Робредо. В Дюссельдорфе, на Командном кубке мира, Феррер выиграл у двух игроков из первой десятки, 4-й ракетки мира Ивана Любичича и 9-й Фернандо Гонсалеса. В мае он дошёл до третьего раунда Открытого чемпионата Франции, а летом до четвёртого раунда на Уимблдоне (выиграл у Фернандо Гонсалеса, проиграл Хьюитту).
В июле на турнире в Штутгарте Феррер выиграл второй в карьере одиночный титул АТП в пятичасовом матче против Хосе Акасусо, проигрывая в четвёртом сете 1-5, он сумел вытащить матч 6-4, 3-6, 6-7(3), 7-5, 6-4, отыграв даже один матчбол. В августе он на хардовом турнире Мастерс в Цинциннати добрался до четвертьфинала, а после до третьего раунда в Нью-Хейвене. На Открытом Чемпионате США Давид во второй раз подряд доиграл до третьего раунда, проиграв там Михаилу Южному. В конце сезона Феррер дошёл до четвертьфинала Базеля, проиграв Федереру. За 2006 год он имеет баланс 3-5 против игроков из первой десятки, 18-8 на грунте и 17-13 на харде. Снова Феррер закончил год на 14-й позиции в рейтинге.

### 2007-09 (финал Итогового турнира)
На первом турнире сезона 2007 года, в Окленде, Феррер дошёл до финала, в котором обыграл Томми Робредо — 6-4, 6-2. Этот титул стал первым для него на хардовом покрытии. На Открытом чемпионате Австралии он обыграл Кристиана Плесса, Томаса Юханссона и Радека Штепанека, проиграв (1-6, 6-7(4), 6-2, 5-7) Марди Фишу в четвёртом раунде. Месяц спустя он добрался до четвертьфинала в Роттердаме, а ещё позже на Мастерсах в Индиан-Уэллсе и Монте Карло, а также до четвёртого раунда на Мастерсах в Майами и Гамбурге и полуфинала турнира в Барселоне. На Открытом чемпионате Франции, в третьем раунде его остановил Фернандо Вердаско, а на Уимблдоне, во втором раунде француз Поль-Анри Матьё.
В июле 2007 года Феррер выиграл второй титул в сезоне и четвёртый за карьеру, в финале турнира в Бостаде разгромив Николаса Альмагро — 6-1, 6-2. Также он дошёл до четвертьфинала Мастерса в Цинциннати, где в третьем раунде обыграл Энди Роддика. На Открытом чемпионате США под 15-м номером посева Феррер добрался до полуфинала, попутно обыгрывая Давида Налбандяна, Рафаэля Надаля и Хуана Игнасио Челу, проиграв только третьему сеянному Новаку Джоковичу (первый в карьере полуфинал турнира Большого шлема для Феррера и первый финал для Джоковича). Успешное выступление на Открытом чемпионате США позволило ему подняться на 8-ю строчку рейтинга. После этого Феррер одержал победу на турнире в Токио, обыграв 6-1, 6-2 Ришара Гаске в финале. На турнире «Мастерс» в Париже он дошёл до четвертьфинала, но уступил Давиду Налбандяну.
На итоговом турнире «Теннис Мастерс» Феррер получает 6-й номер посева. В первом матче он выиграл у Джоковича, а во втором — у второго сеянного Надаля. Он обыграл Ришара Гаске (6-1, 6-1) и стал единственным в своей группе, кто показал лучший баланс выигранных-проигранных сетов (6-1). В полуфинале Феррер обыграл Энди Родика, но в финале уступает Роджеру Федереру. 2007 год он закончил на высокой — пятой позиции рейтинга.
В начале 2008 года на турнире в Окленде Феррер проиграл в четвертьфинале Жюльену Беннето, хотя был первым сеянным. На Открытом чемпионате Австралии он без проблем прошёл до третьего раунда, в четвёртом обыграл Хуана Карлоса Ферреро в четырёх сетах, а в четвертьфинале уступил будущему победителю Новаку Джоковичу. 25 февраля Феррер стал четвёртой ракеткой мира, несмотря на поражение во втором раунде турнира в Роттердаме.
20 апреля он выиграл первый турнир в году и шестой в карьере, обыграв Николаса Альмагро — 4-6, 6-2, 7-6(2) в финале турнира в Валенсии, отыграв три матчбола в матче с Фернандо Вердаско, и сумел отыграться в финале, проигрывая в решающем сете 5-2, причем у Альмагро было два брейкпоинта.
Феррер дошёл до четвертьфинала Мастерса в Монте-Карло, проигрывая там будущему чемпиону турнира Рафаэлю Надалю, хотя во втором сете у него было пять сетболов. На следующей неделе в Барселоне он дошёл до финала, обыграв Николаса Лапентти, Томми Робредо и Станисласа Вавринку, но проиграв Надалю в финале.
На Ролан Гаррос-2008 Феррер повторил своё лучшее достижения, выйдя в четвертьфинал, проиграв любимцу местной публики Гаэлю Монфису.
Феррер начал сезон на траве с победы на турнире в Хертогенбосе. Для него это стал первый титул на траве и седьмой в карьере. Феррер стал вторым испанцем после Надаля, которому удавалось выиграть турнир на траве за 36 лет. Но на Уимблдоне он проиграл уже в третьем раунде Марио Анчичу. В августе Давид в первый раз в своей карьере принял участие в Летних Олимпийских играх. На олимпийском теннисном турнире в Пекине в одиночном разряде он выбыл уже на стадии первого раунда, уступив Янко Типсаревичу — 6-7(8), 2-6, а в парном разряде во втором раунде в дуэте с Николасом Альмагро. На Открытом чемпионате США в третьем раунде Давид неожиданно проиграл 126-й ракетке мира Кэю Нисикори в пяти сетах (4-6, 4-6, 6-3, 6-2, 5-7), не реализовав пять матчболов. В самом конце 2008 года в составе сборной Испании Феррер стал обладателем Кубка Дэвиса.
Сезон 2009 года Феррер начал с полуфинала в Окленде и третьего раунда на Открытом чемпионате Австралии. В феврале он дошёл до полуфинала в Йоханнесбурге. Феррер сыграл в финалах турниров в Дубае в феврале и Барселоны в апреле, но в обоих проиграл, Новаку Джоковичу и Рафаэлю Надалю соответственно. Из-за травмы он пропустил четвертьфинал Кубка Дэвиса. На Открытом чемпионате Франции и Уимблдонском турнире испанец дошёл до третьего раунда. В июле на турнире в Гамбурге он дошёл до полуфинала. В Цинциннати в третьем раунде проиграл Федереру, имея брейк в финальном сете (6-3, 3-6, 4-6). На Открытом чемпионате США Феррер уступил во втором раунде. В конце сезона помог Сборной Испании завоевать второй год подряд Кубок Дэвиса.

### 2010-12
На Открытом чемпионате Австралии 2010 года Феррер выбыл из борьбы во втором раунде. На турнире в Йоханнесбурге в феврале он дошёл до полуфинала. После не слишком удачного начала года на хардовых турнирах на первом грунтовом в сезоне турнире в Буэнос-Айресе Феррер вышел в финал, где уступил Хуану Карлосу Ферреро — 7-5, 4-6, 3-6. Через неделю Феррер берёт у него реванш в финале турнира в Акапулько — 6-3, 3-6, 6-1. В апреле он дошёл до полуфиналов на грунте Мастерса в Монте-Карло и турнира в Барселоне. В Риме Феррер вышел в свой первый финал турниров серии Мастерс, где проиграл своему соотечественнику Рафаэлю Надалю — 5-7, 2-6. На Ролан Гаррос он уступил в третьем раунде Юргену Мельцеру, на Уимблдоне дошёл до 4 круга, повторив свой лучший результат на этом турнире. В июле Давид вышел в полуфинал турнира в Бостаде.
Не показав высоких результатов на Мастерсах в Торонто и Цинциннати, Феррер сыграл в четвёртом раунде Открытого чемпионата США, где в пятисетовом поединке проиграл Фернандо Вердаско (7-5, 7-6(8), 3-6, 3-6, 6-7(4)), ведя 2-0 по сетам и 4:2 в решающем, пятом сете. В сентябре Феррер вышел в полуфинал турнира в Куала-Лумпур, а в октябре в финал турнира в Пекине, проиграв Новаку Джоковичу. На турнире в Валенсии он выиграл второй титул в сезоне, переиграв Марселя Гранольерса в финале — 7-5, 6-3. По итогам года Феррер отобрался на Финал мирового тура АТП, где проиграл все три матча в группе. Закончил 2007 год испанец на 7-й позиции.
Сезон 2011 года Феррер начал с выигрыша на турнире Окленде, где он побеждал до этого в 2007 году. Это титул стал 10-м на турнирах АТП в одиночном разряде в его карьере. На Открытом чемпионате Австралии Давид во второй раз в своей карьере вышел в полуфинал турнира серии Большого шлема. Это стало возможным в том числе благодаря его победе в четвертьфинале над своим соотечественником и первым на тот момент в мире Рафаэлем Надалем — 6-4, 6-2, 6-3. В борьбе за выход в финал Давид Феррер уступил британцу Энди Маррею — 6-4, 6-7(2), 1-6, 6-7(2).
В феврале он защитил свой прошлогодний титул на турнире в Акапулько, переиграв в финале Николаса Альмагро — 7-6(4), 6-7(2), 6-2. На Мастерсе в Майами ему удалось дойти до четвертьфинала. На грунтовом турнире серии Мастерс в Монте-Карло и на турнире в Барселоне Феррер дошёл до финала, где он оба раза уступил Рафаэлю Надалю. На Мастерсе в Мадриде его результатом стал четвертьфинал. На Открытом чемпионате Франции и Уимблдонском турнире Феррер добрался до четвёртого раунда.
В июле 2011 года Давид дошёл до финала на турнире в шведском Бостаде, где уступил Робину Сёдерлингу — 2-6, 2-6. На Открытом чемпионате США Феррер добрался до четвёртого раунда. Осенью на турнире в Токио он дошёл до полуфинала. Затем на турнире Мастерс в Шанхае ему удалось дойти до финала, где испанец уступил Энди Маррею — 5-7, 4-6. На турнире в Валенсии он вышел в полуфинал, а на Мастерсе в Париже — в четвертьфинал. На Итоговом турнире этого сезона Феррер дошёл до полуфинала, сумев переиграть в группе Джоковича и Маррея. Год он завершил в ранге 5-го в мире. В самом конце года Феррер помог сборной Испании стать обладателем Кубка Дэвиса, став трёхкратным обладателем этого трофея.
В преддверии нового сезона Феррер принял участие в выставочном турнире в Абу-Даби, где сумел выйти в финал. Обыграв Жо-Вильфрида Тсонга и Рафаэля Надаля, в решающем матче он уступил Новаку Джоковичу. Сезон 2012 года он начал с защиты своего прошлогоднего титула на турнире в Окленде, переиграв в финале Оливье Рохуса — 6-3, 6-4. На Открытом чемпионате Австралии он остановился в четвертьфинале, уступив первому в мире Новаку Джоковичу — 4-6, 6-7(4), 1-6. В феврале он победил сразу на двух турнирах. Сначала Давид выиграл в Буэнос-Айресе, где он побеждал ранее в 2010 году, а затем третий раз подряд взял титул на турнире в Акапулько. На Мастерсе в Индиан-Уэллсе Феррер добрался до третьего раунда, а в Майами до четвертьфинала, где уступил Джоковичу. На Мастерсе в Монте-Карло проиграл в первом же матче Томасу Беллуччи. В Барселоне ему удалось дойти до финала, где он проиграл Рафаэлю Надалю — 6-7(1) 5-7. На Мастерсе в Мадриде в четвертьфинале Феррер проиграл Роджеру Федереру. На Мастерсе в Риме он дошёл до полуфинала, где не смог одолеть Надаля — 6-7(6), 0-6. Точно такого же результата он добился и на Открытом чемпионате Франции, где в своем полуфинальном матче вновь уступает Надалю — 2-6, 2-6, 1-6.
В июне 2012 года Феррер победил на травяном турнире в Хертогенбосе. В финале он переиграл Филиппа Пецшнера со счётом 6-3, 6-4. Эта победа стала второй для него на этом турнире (ранее в 2008 году) и 15-й за карьеру на одиночных турнирах Мирового тура. На Уимблдонском турнире Ферреру удалось обыграть Энди Роддика и Хуана Мартина дель Потро и выйти в четвертьфинал, где он проиграл Энди Маррею. В июле он отпраздновал победу на турнире в шведском Бостаде, обыграв в решающей встрече Николаса Альмагро. Примечательно, что чаще всего в финалах он обыгрывал именно Альмагро (5 раз) и ни разу не проиграл. В конце июля Феррер принял участие в летних Олимпийских играх 2012 года в Лондоне. Эта Олимпиада стала второй в его карьере. (до этого принял участие в 2008 году в Пекине). В одиночном разряде Давид уже в третьем раунде проиграл Кэю Нисикори — 0-6, 6-3, 4-6. Более успешно он выступил в мужском парном разряде. Вместе с Фелисиано Лопесом он остановился в шаге от медалей, заняв в итоге 4-е место.
На Открытом чемпионате США 2012 года Феррер сумел дойти до полуфинала во второй раз в карьере. На этой стадии он проиграл более высокому в рейтинге Новаку Джоковичу в четырёх сетах. В сентябре он вышел в полуфинал турнира в Куала-Лумпуре, а в конце октября выиграл шестой титул в сезоне, став чемпионом турнира в Валенсии. На этом Феррер не ограничился и смог выиграть Мастерс в Париже — единственный в карьере на турнирах этой престижной серии. В решающем матче ему противостоял дебютант для финалов такого уровня Ежи Янович, которого Феррер обыграл со счётом 6-4, 6-3. На Итоговом турнире испанцу не повезло. Несмотря на две победы в группе (над Типсаревичем и дель Потро) и одном поражении от Федерера, Давид не смог по дополнительным показателям в полуфинал, заняв третье место. Второй сезон подряд Феррер финишировал на 5-м месте в рейтинге.

### 2013-15 (финал на Ролан Гаррос)
Начал сезон 2013 года Феррер, защитив свой титул в Окленде, затем он дошёл до полуфинала в Открытого чемпионата Австралии, поднявшись после этого в рейтинге на 4-ю позицию. В феврале он выиграл турнир в Буэнос-Айресе, защитив свой титул. В решающем матче он нанёс поражение Стэну Вавринке (6-4, 3-6, 6-1). На турнире в Акапулько Феррер смог выйти в финал, где проиграл Рафаэлю Надалю (0-6, 2-6). В марте Феррер неплохо выступил на Мастерсе в Майами, сумев выйти в финал, в котором его соперником стал Энди Маррей. Испанец не смог одолеть британского теннисиста и проиграл со счётом 6-2 4-6 6-7(1). Следующий финал Феррер сыграл уже в мае на грунте, выйдя в него на турнире Эшториле, но в решающий момент он проиграл Стэну Вавринке — 1-6, 4-6. На Мастерсах в Мадриде и Риме он оба раза проходил в 1/4 финала, где уступал Рафаэлю Надалю. На Ролан Гаррос Феррер смог выйти в свой первый и единственный финал Большого шлема. На пути к нему он победил всех соперников, ни проиграв не единого сета. В решающем матче Давид вновь встретился с «грунтовым королём» Надалем и проиграл в трёх сетах.
| Стадия  | Соперник (посев)       | Рейтинг | Счёт           | Время матча |
| 1 раунд | Маринко Матошевич      | 63      | 6-4 6-3 6-4    | 1 ч 52 мин  |
| 2 раунд | Альберт Монтаньес      | 47      | 6-2 6-1 6-3    | 1 ч 41 мин  |
| 3 раунд | Фелисиано Лопес        | 43      | 6-1 7-5 6-4    | 2 ч 5 мин   |
| 4 раунд | Кевин Андерсон (23)    | 25      | 6-3 6-1 6-1    | 1 ч 45 мин  |
| 1/4     | Томми Робредо (32)     | 34      | 6-2 6-1 6-1    | 1 ч 25 мин  |
| 1/2     | Жо-Вильфрид Тсонга (6) | 8       | 6-1 7-6(3) 6-2 | 2 ч 4 мин   |
| Финал   | Рафаэль Надаль (3)     | 4       | 3-6 2-6 3-6    | 2 ч 16 мин  |

На Уимблдонском турнире 2013 года Феррер смог второй год подряд доиграть до четвертьфинала и после его завершения впервые поднялся на третью строчку мирового рейтинга, которая стала самой высокой в его карьере. На Открытом чемпионате США он также вышел в четвертьфинал, и, таким образом, на всех четырёх турнирах Большого шлема в сезоне смог выйти в стадию не ниже 1/4 финала. В октябре испанский теннисист дважды выходил в финал. Сначала на турнире в Стокгольме, проиграв в решающем матче Григору Димитрову (6-2, 3-6, 4-6), а затем на турнире в Валенсии, где в финале его переиграл Михаил Южный (3-6, 5-7). В начале ноября на Мастерсе в Париже Феррер сыграл третий финал подряд. В полуфинале он смог взять реванш за поражение на Ролан Гаррос у первой ракетки мира Рафаэля Надаля, обыграв именитого земляка со счётом 6-3, 7-5. В титульном матче Давид не смог обыграть Новака Джоковича — 5-7, 5-7. На Итоговом турнире в Лондоне он выступил неудачно, проиграв все три матча групповой стадии, но по итогам сезона смог сохранить звание третьей ракетки мира.
В начале 2014 года Феррер смог выйти в полуфинал турнира в Окленде. На Открытом чемпионате Австралии он четвёртый год подряд сыграл во второй неделе турнира, пройдя на этот раз в четвертьфинал. В феврале Феррер в третий раз подряд стал чемпионом турнира в Буэнос-Айресе, где в финале переиграл итальянца Фабио Фоньини — 6-4, 6-3. Затем он вышел в полуфинал турнира в Рио-де-Жанейро и четвертьфинал в Акапулько. В апреле на Мастерсе в Монте-Карло Ферреру удалось выиграть у первой ракетки мира Рафаэля Надаля (7-6(1), 6-4) и выйти в полуфинал. Также до полуфинала он добрался на следующем Мастерсе в мае в Мадриде. На Мастерсе в Риме его результатом стал выход в четвертьфинал. На Открытом чемпионате Франции Феррер уже в четвертьфинале встретился с прошлогодним соперником по финалу Рафаэлем Надалем. Несмотря на победу в первом сете со счётом 6-4, он проиграл следующие три партии, пропусти Надаля к очередному титулу на Ролан Гаррос.
Летом 2014 года Феррер сыграл в финале турнира в Гамбурге. Здесь он неожиданно проиграл № 46 мире Леонардо Майеру — 7-6(3), 1-6, 6-7(4). В августе на Мастерсе в Торонто Давид дошёл до четвертьфинала, где уступил Роджеру Федереру. На следующем Мастерсе в Цинциннати они встретились уже в финале и вновь успех праздновал Федерер — 3-6, 6-1, 2-6. На Открытом чемпионате США Феррер выбыл в третьем раунде. Осенью на Мастерсе в Шанхае он смог дойти до 1/4 финала. Затем на зальном турнире в Вене Давид доиграл до финала, в котором проиграл Энди Маррею — 7-5, 2-6, 5-7. На турнире в Валенсии результатом Феррера стал полуфинал, а на Мастерсе в Париже четвертьфинал и в последний момент потерял место в топ-8. На Итоговом турнире он все-таки сыграл в группе один матч, заменив Милоша Раонич, в котором проиграл Кэю Нисикори. По итогам сезона Феррер финишировал в топ-10.
На старте 2015 года Феррер смог взять титул на харде в Дохе. В решающем матче он обыграл седьмую ракетку мира Томаша Бердыха — 6-4, 7-5. На Открытом чемпионат Австралии он доиграл до четвёртого раунда. В феврале испанцу удалось выиграть два титула подряд. Сначала он стал чемпионом турнира в Рио-де-Жанейро, в решающем матче которого переиграл Фабио Фоньини (6-2, 6-3). Затем он в четвёртый раз в карьере выиграл соревнования в Акапулько, где в финале был переигран № 5 в мире Кэй Нисикори (6-3, 7-5). На мартовском Мастерсе в Майами Ферреру удался выход в четвертьфинал. Европейскую грунтовую часть сезона он начал с выхода в четвертьфинал Мастерса в Монте-Карло в апреле. Затем он доиграл до полуфинала в Барселоне. В мае на связке Мастерсов в Мадриде и Риме Феррер добрался до 1/4 и 1/2 финала соответственно. На кортах Ролан Гаррос он доиграл до четвертьфинала, но на этой стадии Давида выбил британец Энди Маррей.
В июне 2015 года при подготовке к Уимблдону Феррер получил травму и пропустил следующую летнюю часть сезона, вернувшись уже на Открытый чемпионат США, на котором доиграл до третьего раунда. В начале октября он смог выиграть турнир в Куала-Лумпуре, нанеся в финале поражение Фелисиано Лопесу — 7-5, 7-5. Титул стал 25-м в карьере испанца на турнирах основного тура АТП в одиночном разряде. После этого он доиграл до полуфинала турнира в Пекине. В конце месяца Феррер выиграл ещё один турнир, став чемпионом зальных соревнований в Вене. В решающем поединке был обыгран американец Стив Джонсон — 4-6, 6-4, 7-5. На Мастерсе в Париже он доиграл до полуфинала и обеспечил себе место на Финале тура. Итоговый турнир прошёл для Давида неудачно. Он проиграл все три матча групповой стадии и завершил выступления в сезоне, заняв 7-е место рейтинга.

### 2016-19 (завершение карьеры)
С 2016 года результаты Феррера пошли на спад. Впервые с 2010 года он не смог завершить сезон в топ-10. Начало сезона было достаточно стабильным. На турнире в Окленде Феррер вышел в полуфинал. На Открытом чемпионате Австралии он сумел выйти в четвертьфинал. В феврале Давиду удался выход в полуфинал в Буэнос-Айресе и четвертьфинал в Рио-де-Жанейро. В европейской грунтовой части сезона он уже выступал не стабильно. Лучшим результатом для испанца стал выход в полуфинал на турнире в Женеве. К этому турниру он уже потерял место в топ-10 На Открытом чемпионате Франции он доиграл до четвёртого раунда.
В июне 2016 года на травяных турнирах он лучше всего сыграл в Хертонгебосе, где вышел в четвертьфинал. В июле Феррер смог выйти в полуфинал турнира в Бостаде. В августе на Олимпиаде в Рио-де-Жанейро испанский теннисист во втором раунде проиграл россиянину Евгению Донскому. В парном разряде в команде с Роберто Баутистой он сумел дойти до четвертьфинала, а в миксте с Карлой Суарес проиграл уже на старте. Открытый чемпионат США завершился для Феррера в третьем раунде. В осенней части сезона он два раза доигрывал до полуфинала: на турнирах в Пекине и Вене.
2017 года Феррер начал в качестве игрока за пределами топ-20. На Открытом чемпионате Австралии он проиграл в третьем раунде. Первого полуфинала в сезоне он достиг в мае на турнире в Эшториле. Ролан Гаррос Давид завершил уже во втором раунде, а на Уимблдоне вылетел в третьем раунде. В июле Феррер выиграл последний в карьере титул в Мировом туре, взяв его на турнире в Бостаде. В финале он сыграл против украинца Александра Долгополова и победил со счётом 6-4, 6-4. В августе Феррер неплохо сыграл на Мастерсе Цинциннати, где смог выйти в полуфинал. В 1/4 финала ему удалось обыграть № 8 в мире Доминика Тима. В осенней части сезона Феррер всего один раз смог выйти в четвертьфинал — на небольшом турнире в Антверпене.
В январе 2018 года Феррер вышел в полуфинал турнира в Окленде, где в борьбе за финал Давид уступил аргентинскому теннисисту Хуану Мартину дель Потро со счётом 4-6, 4-6. Уже в первом круге Открытого чемпионата Австралии Давид Феррер уступил россиянину Андрею Рублёву в пяти сетах. Затем начался длительный спад в игре Феррера, до октября 2018 года ни на одном турнире он не прошёл дальше второго круга. В октябре он сыграл на турнире более младшей серии «челленджер» в Монтеррее и сумел победить в нём, обыграв в финале хорватского ветерана Иво Карловича со счётом 6-3, 6-4. Это первая победа на «челленджере» для Давида с 2002 года.
В 2019 году Феррер принял решение о завершении профессиональной карьеры. Последним турниром для него стал домашний Мастерс в Мадриде, где он смог в первом раунде обыграть Роберто Баутисту, а во втором уступил № 4 в мире Александру Звереву.
«Вообще, я никогда не выигрывал в Мадриде или на Ролан Гаррос. Есть и другие турниры, на которых мне бы хотелось победить. Однако, в конечном итоге, трофеи — это лишь куски металла. Главное, что я взял от тенниса, — это любовь. Она навсегда останется со мной, и я искренне за это благодарен».

## Рейтинг на конец года
| Год  | Одиночный рейтинг | Парный рейтинг |
| 2018 | 125               |                |
| 2017 | 37                | 550            |
| 2016 | 21                |                |
| 2015 | 7                 | 373            |
| 2014 | 10                |                |
| 2013 | 3                 |                |
| 2012 | 5                 | 349            |
| 2011 | 5                 | 540            |
| 2010 | 7                 | 215            |
| 2009 | 17                | 88             |
| 2008 | 12                | 289            |
| 2007 | 5                 | 272            |
| 2006 | 14                | 140            |
| 2005 | 14                | 43             |
| 2004 | 49                | 171            |
| 2003 | 71                | 144            |
| 2002 | 59                | 562            |
| 2001 | 209               | 533            |
| 2000 | 406               | 836            |

По данным официального сайта ATP на последнюю неделю года.

## Выступления на турнирах

### Финалы турниров Большого шлема в одиночном разряде (1)

#### Поражения (1)
| №  | Год  | Турнир                     | Покрытие | Соперник в финале | Счёт        |
| 1. | 2013 | Открытый чемпионат Франции | Грунт    | Рафаэль Надаль    | 3-6 2-6 3-6 |

### Финалы Итогового турнира ATP в одиночном разряде (1)

#### Поражения (1)
| №  | Год  | Турнир        | Покрытие | Соперник в финале | Счет        |
| 1. | 2007 | Шанхай, Китай | Хард(i)  | Роджер Федерер    | 2-6 3-6 2-6 |

### Финалы турнировATPв одиночном разряде (52)

#### Победы (27)
| Титулы (до/после 2009)                  |
| --------------------------------------- |
| Турниры Большого шлема (0*)             |
| Итоговый турнир ATP (0)                 |
| Мастерс (1)                             |
| ATP International Gold / АТР 500 (10+1) |
| ATP International / АТР 250 (16+1)      |

| Титулы по покрытиям | Титулы по месту проведения матчей турнира |
| ------------------- | ----------------------------------------- |
| Хард (12*)          | Зал (3)                                   |
| Грунт (13+2)        | Зал (3)                                   |
| Трава (2)           | Открытый воздух (24+2)                    |
| Ковёр (0)           | Открытый воздух (24+2)                    |

* количество побед в одиночном разряде + количество побед в парном разряде.
| №   | Дата            | Турнир                      | Покрытие | Соперник в финале    | Счёт                   |
| 1.  | 9 сентября 2002 | Бухарест, Румыния           | Грунт    | Хосе Акасусо         | 6-3 6-2                |
| 2.  | 23 июля 2006    | Штутгарт, Германия          | Грунт    | Хосе Акасусо         | 6-4 3-6 6-7(3) 7-5 6-4 |
| 3.  | 13 января 2007  | Окленд, Новая Зеландия      | Хард     | Томми Робредо        | 6-4 6-2                |
| 4.  | 15 июля 2007    | Бостад, Швеция              | Грунт    | Николас Альмагро     | 6-1 6-2                |
| 5.  | 7 октября 2007  | Токио, Япония               | Хард     | Ришар Гаске          | 6-1 6-2                |
| 6.  | 20 апреля 2008  | Валенсия, Испания           | Грунт    | Николас Альмагро     | 4-6 6-2 7-6(2)         |
| 7.  | 21 июня 2008    | Хертогенбос, Нидерланды     | Трава    | Марк Жикель          | 6-4 6-2                |
| 8.  | 27 февраля 2010 | Акапулько, Мексика          | Грунт    | Хуан Карлос Ферреро  | 6-3 3-6 6-1            |
| 9.  | 6 ноября 2010   | Валенсия, Испания (2)       | Хард     | Марсель Гранольерс   | 7-5 6-3                |
| 10. | 15 января 2011  | Окленд, Новая Зеландия (2)  | Хард     | Давид Налбандян      | 6-3 6-2                |
| 11. | 26 февраля 2011 | Акапулько, Мексика (2)      | Грунт    | Николас Альмагро     | 7-6(4) 6-7(2) 6-2      |
| 12. | 14 января 2012  | Окленд, Новая Зеландия (3)  | Хард     | Оливье Рохус         | 6-3 6-4                |
| 13. | 26 февраля 2012 | Буэнос-Айрес, Аргентина     | Грунт    | Николас Альмагро     | 4-6 6-3 6-2            |
| 14. | 2 марта 2012    | Акапулько, Мексика (3)      | Грунт    | Фернандо Вердаско    | 6-1 6-2                |
| 15. | 23 июня 2012    | Хертогенбос, Нидерланды (2) | Трава    | Филипп Пецшнер       | 6-3 6-4                |
| 16. | 15 июля 2012    | Бостад, Швеция (2)          | Грунт    | Николас Альмагро     | 6-2 6-2                |
| 17. | 28 октября 2012 | Валенсия, Испания (3)       | Хард     | Александр Долгополов | 6-1 3-6 6-4            |
| 18. | 4 ноября 2012   | Париж, Франция              | Хард(i)  | Ежи Янович           | 6-3 6-4                |
| 19. | 13 января 2013  | Окленд, Новая Зеландия (4)  | Хард     | Филипп Кольшрайбер   | 7-6(5) 6-1             |
| 20. | 24 февраля 2013 | Буэнос-Айрес, Аргентина (2) | Грунт    | Станислас Вавринка   | 6-4 3-6 6-1            |
| 21. | 16 февраля 2014 | Буэнос-Айрес, Аргентина (3) | Грунт    | Фабио Фоньини        | 6-4 6-3                |
| 22. | 10 января 2015  | Доха, Катар                 | Хард     | Томаш Бердых         | 6-4 7-5                |
| 23. | 22 февраля 2015 | Рио-де-Жанейро, Бразилия    | Грунт    | Фабио Фоньини        | 6-2 6-3                |
| 24. | 1 марта 2015    | Акапулько, Мексика (4)      | Хард     | Кэй Нисикори         | 6-3 7-5                |
| 25. | 4 октября 2015  | Куала-Лумпур, Малайзия      | Хард(i)  | Фелисиано Лопес      | 7-5 7-5                |
| 26. | 25 октября 2015 | Вена, Австрия               | Хард(i)  | Стив Джонсон         | 4-6 6-4 7-5            |
| 27. | 23 июля 2017    | Бостад, Швеция (3)          | Грунт    | Александр Долгополов | 6-4 6-4                |

#### Поражения (25)
| №   | Дата            | Турнир                     | Покрытие | Соперник в финале   | Счёт              |
| 1.  | 21 июля 2002    | Умаг, Хорватия             | Грунт    | Карлос Мойя         | 2-6 3-6           |
| 2.  | 4 августа 2003  | Сопот, Польша              | Грунт    | Гильермо Кория      | 5-7 1-6           |
| 3.  | 10 апреля 2005  | Валенсия, Испания          | Грунт    | Игорь Андреев       | 3-6 7-5 3-6       |
| 4.  | 18 ноября 2007  | Итоговый турнир            | Хард(i)  | Роджер Федерер      | 2-6 3-6 2-6       |
| 5.  | 4 мая 2008      | Барселона, Испания         | Грунт    | Рафаэль Надаль      | 1-6 6-4 1-6       |
| 6.  | 28 февраля 2009 | Дубай, ОАЭ                 | Хард     | Новак Джокович      | 5-7 3-6           |
| 7.  | 26 апреля 2009  | Барселона, Испания         | Грунт    | Рафаэль Надаль      | 2-6 5-7           |
| 8.  | 21 февраля 2010 | Буэнос-Айрес, Аргентина    | Грунт    | Хуан Карлос Ферреро | 7-5 4-6 3-6       |
| 9.  | 2 мая 2010      | Рим, Италия                | Грунт    | Рафаэль Надаль      | 5-7 2-6           |
| 10. | 10 октября 2010 | Пекин, Китай               | Хард     | Новак Джокович      | 2-6 4-6           |
| 11. | 17 апреля 2011  | Монте-Карло, Монако        | Грунт    | Рафаэль Надаль      | 4-6 5-7           |
| 12. | 24 апреля 2011  | Барселона, Испания         | Грунт    | Рафаэль Надаль      | 2-6 4-6           |
| 13. | 17 июля 2011    | Бостад, Швеция             | Грунт    | Робин Сёдерлинг     | 2-6 2-6           |
| 14. | 16 октября 2011 | Шанхай, Китай              | Хард     | Энди Маррей         | 5-7 4-6           |
| 15. | 29 апреля 2012  | Барселона, Испания         | Грунт    | Рафаэль Надаль      | 6-7(1) 5-7        |
| 16. | 2 марта 2013    | Акапулько, Мексика         | Грунт    | Рафаэль Надаль      | 0-6 2-6           |
| 17. | 31 марта 2013   | Майами, Испания            | Хард     | Энди Маррей         | 6-2 4-6 6-7(1)    |
| 18. | 5 мая 2013      | Оэйраш, Португалия         | Грунт    | Станислас Вавринка  | 1-6 4-6           |
| 19. | 9 июня 2013     | Открытый чемпионат Франции | Грунт    | Рафаэль Надаль      | 3-6 2-6 3-6       |
| 20. | 20 октября 2013 | Стокгольм, Швеция          | Хард(i)  | Григор Димитров     | 6-2 3-6 4-6       |
| 21. | 27 октября 2013 | Валенсия, Испания (2)      | Хард(i)  | Михаил Южный        | 3-6 5-7           |
| 22. | 3 ноября 2013   | Париж, Франция             | Хард(i)  | Новак Джокович      | 5-7 5-7           |
| 23. | 20 июля 2014    | Гамбург, Германия          | Грунт    | Леонардо Майер      | 7-6(3) 1-6 6-7(4) |
| 24. | 17 августа 2014 | Цинциннати, США            | Хард     | Роджер Федерер      | 3-6 6-1 2-6       |
| 25. | 19 октября 2014 | Вена, Австрия              | Хард(i)  | Энди Маррей         | 7-5 2-6 5-7       |

### Финалы челленджеров и фьючерсов в одиночном разряде (13)

#### Победы (10)
| Условные обозначения |
| Челленджеры (6*)     |
| Фьючерсы (4+1)       |

| Титулы по покрытиям | Титулы по месту проведения матчей турнира |
| ------------------- | ----------------------------------------- |
| Хард (1*)           | Зал (0)                                   |
| Грунт (9+1)         | Зал (0)                                   |
| Трава (0)           | Открытый воздух (10+1)                    |
| Ковёр (0)           | Открытый воздух (10+1)                    |

* количество побед в одиночном разряде + количество побед в парном разряде.
| №   | Дата            | Турнир                         | Покрытие | Соперник в финале | Счёт           |
| 1.  | 7 мая 2000      | Кастельон-де-ла-Плана, Испания | Грунт    | Ксавье Пужо       | 6-2 6-2        |
| 2.  | 18 июня 2000    | Краков, Польша                 | Грунт    | Тимо Флайшфрессер | 6-1 6-0        |
| 3.  | 30 июля 2000    | Дения, Испания                 | Грунт    | Горка Фрайле      | 6-3 6-2        |
| 4.  | 15 апреля 2001  | Валенсия, Испания              | Грунт    | Жером Энель       | 6-2 6-7(3) 6-2 |
| 5.  | 19 августа 2001 | Сопот, Польша                  | Грунт    | Лукаш Кубот       | 7-5 3-6 6-2    |
| 6.  | 28 апреля 2002  | Неаполь, Италия                | Грунт    | Жан-Рене Лиснар   | 6-1 6-1        |
| 7.  | 19 мая 2002     | Валенсия, Испания              | Грунт    | Леонардо Ольгуин  | 6-4 7-5        |
| 8.  | 30 июня 2002    | Сассуоло, Италия               | Грунт    | Мариано Пуэрта    | 6-4 6-1        |
| 9.  | 25 августа 2002 | Манербио, Италия               | Грунт    | Вадим Куценко     | 6-2 6-0        |
| 10. | 7 октября 2018  | Монтеррей, Мексика             | Хард     | Иво Карлович      | 6-3 6-4        |

#### Поражения (3)
| №  | Дата           | Турнир            | Покрытие | Соперник в финале    | Счёт        |
| 1. | 16 июля 2000   | Аликанте, Испания | Грунт    | Оскар Эрнандес Перес | 6-2 4-6 5-7 |
| 2. | 11 марта 2001  | Бадалона, Испания | Грунт    | Горка Фрайле         | 0-6 2-6     |
| 3. | 28 апреля 2001 | Валенсия, Испания | Грунт    | Жером Энель          | 6-4 4-6 5-7 |

### Финалы турниров ATP в парном разряде (3)

#### Победы (2)
| №  | Дата            | Турнир               | Покрытие | Партнёр          | Соперники в финале           | Счёт        |
| 1. | 6 февраля 2005  | Винья-дель-Мар, Чили | Грунт    | Сантьяго Вентура | Гастон Этлис Мартин Родригес | 6-3 6-4     |
| 2. | 27 февраля 2005 | Акапулько, Мексика   | Грунт    | Сантьяго Вентура | Иржи Ванек Томаш Зиб         | 4-6 6-1 6-4 |

#### Поражения (1)
| №  | Дата            | Турнир             | Покрытие | Партнёр          | Соперники в финале        | Счёт    |
| 1. | 24 февраля 2003 | Акапулько, Мексика | Грунт    | Фернандо Висенте | Даниэль Нестор Марк Ноулз | 3-6 3-6 |

### Финалы челленджеров и фьючерсов в парном разряде (2)

#### Победы (1)
| №  | Дата         | Турнир          | Покрытие | Партнёр             | Соперники в финале                             | Счёт        |
| 1. | 30 июля 2000 | Гандиа, Испания | Грунт    | Дидак Перес Минарро | Анхель Хосе Мартин Арройо Педро Ньето Орельяна | 2-6 6-4 6-3 |

#### Поражения (1)
| №  | Дата         | Турнир        | Покрытие | Партнёр               | Соперники в финале         | Счёт    |
| 1. | 25 июня 2000 | Забже, Польша | Грунт    | Даниэль Ленсина Рибес | Орест Терещук Пётр Щепаник | 4-6 0-6 |

### Финалы командных турниров (4)

#### Победы (3)
| №  | Год  | Турнир       | Команда                                             | Соперник в финале                                                | Счёт |
| 1. | 2008 | Кубок Дэвиса | Испания Ф. Вердаско, Ф. Лопес, Д. Феррер            | Аргентина Х. Акасусо, Х. М. Дель Потро, А. Кальери, Д. Налбандян | 3-1  |
| 2. | 2009 | Кубок Дэвиса | Испания Ф. Вердаско, Ф. Лопес, Р. Надаль Д. Феррер  | Чехия Т. Бердых, Л. Длоуги, Я. Гайек, Р. Штепанек                | 5-0  |
| 3. | 2011 | Кубок Дэвиса | Испания Ф. Вердаско, Ф. Лопес, Р. Надаль, Д. Феррер | Аргентина Х. Монако, Х. М. Дель Потро, Э. Шванк, Д. Налбандян    | 3-1  |

#### Поражения (1)
| №  | Год  | Турнир       | Команда                                                 | Соперник в финале            | Счёт в финале |
| -- | ---- | ------------ | ------------------------------------------------------- | ---------------------------- | ------------- |
| 1. | 2012 | Кубок Дэвиса | Испания Д. Феррер, Н. Альмагро, М. Гранольерс, М. Лопес | Чехия Р. Штепанек, Т. Бердых | 2-3           |

## История выступлений на турнирах
| Турнир                       | 2003          | 2004          | 2005          | 2006          | 2007          | 2008          | 2009                    | 2010                    | 2011                    | 2012                    | 2013                    | 2014                    | 2015                    | 2016                    | 2017                    | 2018                    | 2019                    | Итог   | В/П за карьеру |
| ---------------------------- | ------------- | ------------- | ------------- | ------------- | ------------- | ------------- | ----------------------- | ----------------------- | ----------------------- | ----------------------- | ----------------------- | ----------------------- | ----------------------- | ----------------------- | ----------------------- | ----------------------- | ----------------------- | ------ | -------------- |
| Турниры Большого шлема       |               |               |               |               |               |               |                         |                         |                         |                         |                         |                         |                         |                         |                         |                         |                         |        |                |
| Открытый чемпионат Австралии | 1P            | 2P            | 1P            | 4P            | 4P            | 1/4           | 3Р                      | 2Р                      | 1/2                     | 1/4                     | 1/2                     | 1/4                     | 4P                      | 1/4                     | 3P                      | 1P                      | -                       | 0 / 16 | 41-16          |
| Открытый чемпионат Франции   | 2P            | 2P            | 1/4           | 3Р            | 3Р            | 1/4           | 3P                      | 3P                      | 4P                      | 1/2                     | Ф                       | 1/4                     | 1/4                     | 4P                      | 2P                      | 1P                      | -                       | 0 / 16 | 44-16          |
| Уимблдонский турнир          | 2P            | 2P            | 1P            | 4P            | 2P            | 3P            | 3P                      | 4P                      | 4P                      | 1/4                     | 1/4                     | 2P                      | -                       | 2P                      | 3P                      | 1P                      | -                       | 0 / 15 | 28-15          |
| Открытый чемпионат США       | 1P            | 1P            | 3P            | 3P            | 1/2           | 3P            | 2P                      | 4P                      | 4P                      | 1/2                     | 1/4                     | 3P                      | 3P                      | 3P                      | 1P                      | 1P                      | -                       | 0 / 16 | 32-16          |
| Итог                         | 0 / 4         | 0 / 4         | 0 / 4         | 0 / 4         | 0 / 4         | 0 / 4         | 0 / 4                   | 0 / 4                   | 0 / 4                   | 0 / 4                   | 0 / 4                   | 0 / 4                   | 0 / 3                   | 0 / 4                   | 0 / 4                   | 0 / 4                   | 0 / 0                   | 0 / 63 |                |
| В/П в сезоне                 | 2-4           | 3-4           | 6-4           | 10-4          | 11-4          | 12-4          | 7-4                     | 9-4                     | 14-4                    | 18-4                    | 19-4                    | 10-4                    | 9-3                     | 10-4                    | 5-4                     | 0-4                     | 0-0                     |        | 145-63         |
| Итоговые турниры             |               |               |               |               |               |               |                         |                         |                         |                         |                         |                         |                         |                         |                         |                         |                         |        |                |
| Итоговый турнир ATP          | -             | -             | -             | -             | Ф             | -             | -                       | Группа                  | 1/2                     | Группа                  | Группа                  | Группа                  | Группа                  | -                       | -                       | -                       | -                       | 0 / 7  | 8-14           |
| Олимпийские игры             |               |               |               |               |               |               |                         |                         |                         |                         |                         |                         |                         |                         |                         |                         |                         |        |                |
| Олимпиада                    | НП            | -             | Не проводился | Не проводился | Не проводился | 1Р            | Не проводился           | Не проводился           | Не проводился           | 3Р                      | Не проводился           | Не проводился           | Не проводился           | 2Р                      | Не проводился           | Не проводился           | Не проводился           | 0 / 3  | 3-3            |
| Турниры Мастерс              |               |               |               |               |               |               |                         |                         |                         |                         |                         |                         |                         |                         |                         |                         |                         |        |                |
| Индиан-Уэллc                 | 1Р            | 1Р            | 3Р            | 2Р            | 1/4           | 3Р            | 4Р                      | 2Р                      | 2Р                      | 3Р                      | 2Р                      | -                       | 3Р                      | -                       | -                       | 3Р                      | -                       | 0 / 13 | 11-13          |
| Майами                       | 1Р            | 1Р            | 1/2           | 1/2           | 4Р            | 2Р            | 4Р                      | 4Р                      | 1/4                     | 1/4                     | Ф                       | 4Р                      | 1/4                     | 3Р                      | 2Р                      | 3Р                      | 3Р                      | 0 / 17 | 34-17          |
| Монте-Карло                  | 1Р            | -             | 1/4           | 1/4           | 1/4           | 1/4           | 3Р                      | 1/2                     | Ф                       | 2Р                      | -                       | 1/2                     | 1/4                     | -                       | -                       | -                       | -                       | 0 / 11 | 26-11          |
| Гамбург                      | 1Р            | 1/4           | 1Р            | 1/4           | 1/4           | 3Р            | Не турнир серии Мастерс | Не турнир серии Мастерс | Не турнир серии Мастерс | Не турнир серии Мастерс | Не турнир серии Мастерс | Не турнир серии Мастерс | Не турнир серии Мастерс | Не турнир серии Мастерс | Не турнир серии Мастерс | Не турнир серии Мастерс | Не турнир серии Мастерс | 0 / 6  | 10-6           |
| Мадрид                       | 2Р            | 1Р            | 1/4           | 2Р            | 2Р            | 2Р            | 2Р                      | 1/2                     | 1/4                     | 1/4                     | 1/4                     | 1/2                     | 1/4                     | 3Р                      | 3Р                      | -                       | 2Р                      | 0 / 16 | 23-16          |
| Рим                          | 2Р            | 3Р            | 1/2           | 1Р            | 1Р            | 2Р            | 1Р                      | Ф                       | -                       | 1/2                     | 1/4                     | 1/4                     | 1/2                     | 3Р                      | 2Р                      | 1Р                      | -                       | 0 / 15 | 24-15          |
| Торонто/Монреаль             | -             | 2Р            | 2Р            | 1Р            | 2Р            | 3Р            | 2Р                      | 1Р                      | -                       | -                       | 2Р                      | 1/4                     | -                       | -                       | 3Р                      | 1Р                      | -                       | 0 / 11 | 9-11           |
| Цинциннати                   | -             | 1Р            | 2Р            | 1/4           | 1/4           | 2Р            | 3Р                      | 3Р                      | 3Р                      | 2Р                      | 3Р                      | Ф                       | -                       | 1Р                      | 1/2                     | 1Р                      | -                       | 0 / 14 | 21-14          |
| Шанхай                       | Не проводился | Не проводился | Не проводился | Не проводился | Не проводился | Не проводился | 2Р                      | 3Р                      | Ф                       | -                       | 3Р                      | 1/4                     | 2Р                      | 1Р                      | -                       | -                       | -                       | 0 / 7  | 10-7           |
| Париж                        | -             | 1Р            | 1/4           | 2Р            | 1/4           | 2Р            | -                       | 3Р                      | 1/4                     | П                       | Ф                       | 1/4                     | 1/2                     | 2Р                      | 1Р                      | -                       | -                       | 1 / 13 | 21-12          |
| Статистика за карьеру        |               |               |               |               |               |               |                         |                         |                         |                         |                         |                         |                         |                         |                         |                         |                         |        |                |
| Проведено финалов            | 1             | 0             | 1             | 1             | 4             | 3             | 2                       | 5                       | 6                       | 8                       | 9                       | 4                       | 5                       | 0                       | 1                       | 0                       | 0                       |        | 52             |
| Выиграно турниров АТП        | 0             | 0             | 0             | 1             | 3             | 2             | 0                       | 2                       | 2                       | 7                       | 2                       | 1                       | 5                       | 0                       | 1                       | 0                       | 0                       |        | 27             |
| В/П: всего                   | 20-27         | 29-31         | 43-29         | 41-26         | 61-23         | 44-23         | 45-23                   | 60-24                   | 59-19                   | 76-15                   | 60-24                   | 54-24                   | 55-16                   | 36-22                   | 24-21                   | 9-18                    | 8-6                     |        | 734-377        |
| Σ % побед                    | 42 %          | 48 %          | 59 %          | 61 %          | 72 %          | 65 %          | 66 %                    | 71 %                    | 75 %                    | 83 %                    | 71 %                    | 69 %                    | 77 %                    | 62 %                    | 53 %                    | 33 %                    | 57 %                    |        | 66 %           |